# مزرعة منصوركوه (رودبار)
مزرعة منصورکوه (بالفارسية: مزرعه منصورکوه) هي مستوطنة تقع في إيران في قسم رودبار الريفي. يقدر عدد سكانها بـ 46 نسمة بحسب إحصاء 2016.